# Stara Huta (Zamość)
Pour les articles homonymes, voir Stara Huta.
Stara Huta (prononciation [ˈstara ˈxuta]) est un village de la gmina de Krasnobród, du powiat de Zamość, dans la voïvodie de Lublin, situé dans l'est de la Pologne.
Il se situe à environ 9 kilomètres à l'ouest de Krasnobród (siège de la gmina), 24 kilomètres au sud-ouest de Zamość (siège du powiat) et 85 kilomètres au sudd-est de Lublin (capitale de la voïvodie).

## Administration
De 1975 à 1998, le village était attaché administrativement à l'ancienne voïvodie de Zamość.

Depuis 1999, il fait partie de la nouvelle voïvodie de Lublin.